# Turovské knížectví
Turovské neboli Turovsko-pinské knížectví (rusky Но́вгород-Се́верское княжество, bělorusky Княства Турава-Пінскае, ukrajinsky Турово-Пінське князівство), nazývané také jako Turovská Rus, bylo středověké ruské knížectví Kyjevské Rusi se sídelním městem Turov. Bylo založeno východoslovanským kmenovým svazem Dregovičů v 10. století a zaniklo ve 14. století připojením k Litevskému velkoknížectví. Vedle sídelního Turova byla důležitá také města Pinsk, Mazyr, Sluck, Luck, Běrasce a Vladimir.
Až do konce 12. století bylo Turovsko-pinské knížectví úzce spojeno s knížectvími kyjevským a volyňským. Do vpádu Mongolů se knížectví Turov-Pinsk těšilo vyšší míry autonomie, ale jen krátce, než bylo přidruženo k Haličsko-volyňskému království. Ve 14. století bylo pohlceno expanzivní Litvou a zaniklo.